# Liste von Tierschutzparteien

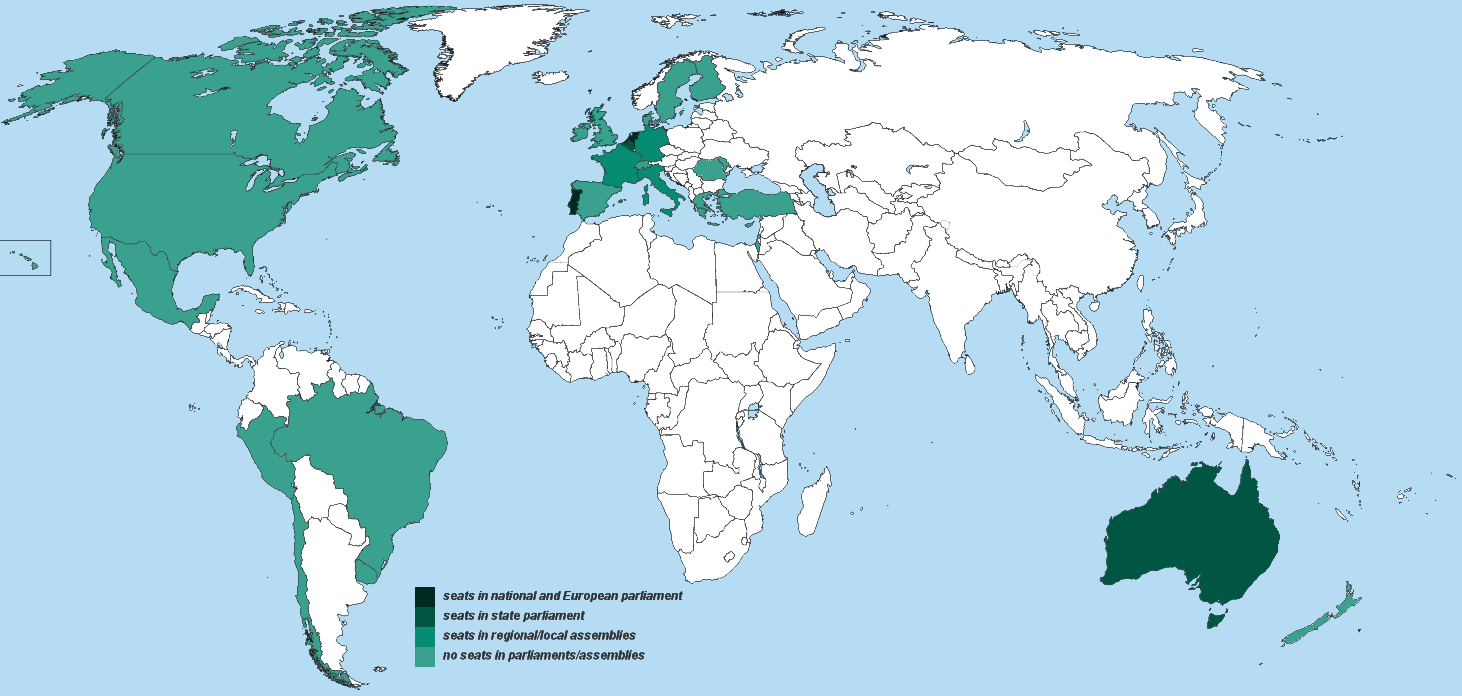
Länder mit aktiven Tierschutzparteien

Diese Liste von Tierschutzparteien führt weltweit politische Parteien auf, deren hauptsächliches Ziel der Schutz des Wohlergehens von Tieren ist.
Als eine Art internationale Anlaufstelle fungiert die 2012 gegründete Animal Politics Foundation mit Sitz in Amsterdam, Niederlanden.

## Parteien mit parlamentarischer Vertretung
Folgende Parteien sind in einem Landes- oder Regionalparlament oder dem Europäischen Parlament auf Grund eines eigenen Wahlvorschlags vertreten:
| Staat       | Partei                          | Animal Politics EU | Animal Politics Foundation |
| ----------- | ------------------------------- | ------------------ | -------------------------- |
| Australien  | Animal Justice Party            |                    | X                          |
| Deutschland | Partei Mensch Umwelt Tierschutz | X                  | X                          |
| Niederlande | Partij voor de Dieren           | X                  | X                          |
| Portugal    | Pessoas – Animais – Natureza    |                    | X                          |

## Weitere aktive Parteien
Folgende Parteien sind zu Wahlen angetreten und sind aktuell noch aktiv:
| Staat                  | Partei | Animal Politics EU | Animal Politics Foundation |
| ---------------------- | --- | ------------------ | -------------------------- |
| Belgien                | DierAnimal | X                  | X                          |
| Brasilien              | Partido ANIMAIS |                    |                            |
| Deutschland            | Partei Mensch Umwelt Tierschutz (Tierschutzpartei)                                                                                | X                  | X                          |
| Deutschland            | V-Partei³ – Partei für Veränderung, Vegetarier und Veganer                                                                        |                    |                            |
| Deutschland            | Aktion Partei für Tierschutz (Tierschutz hier!)                                                                                   |                    |                            |
| Deutschland            | Allianz für Menschenrechte, Tier- und Naturschutz (Tierschutzallianz)                                                             |                    |                            |
| Chile                  | Partido Animalista de Chile |                    |                            |
| Finnland               | Eläinoikeuspuolue (EOP) | X                  | X                          |
| Frankreich             | Le parti citoyen pour les animaux (PCPA)                                                                                          |                    |                            |
| Frankreich             | Mouvement citoyen pour la protection animale (MCPA)                                                                               |                    |                            |
| Frankreich             | Mouvement hommes animaux nature (MHAN)                                                                                            |                    |                            |
| Frankreich             | Parti animaliste (PA) | X                  | X                          |
| Frankreich             | Parti antispéciste citoyen pour la transparence et l'éthique (PACTE)                                                              |                    |                            |
| Frankreich             | Révolution écologique pour le vivant (REV)                                                                                        |                    |                            |
| Frankreich             | Une force pour le vivant (FPV) |                    |                            |
| Griechenland           | Komma gia ta Zoa (Κόμμα για τα Ζώα)                                                                                               |                    | X                          |
| Irland                 | Party for Animal Welfare (PAW) |                    | X                          |
| Israel                 | Justice for All Party |                    | X                          |
| Italien                | Movimento Animalista (tritt auf den Listen der Forza Italia an)                                                                   |                    |                            |
| Italien                | Partito Animalista Italiano | X                  | X                          |
| Italien                | Partito Animalista Europeo |                    |                            |
| Italien                | Partito EcoAnimalista |                    |                            |
| Kanada                 | Animal Protection Party of Canada                                                                                                 |                    | X                          |
| Luxemburg              | Diereschutzpartei fir Lëtzebuerg                                                                                                  |                    |                            |
| Mexiko                 | Partido Animalista de México |                    |                            |
| Mexiko                 | Partido Animalista y Ambientalista de México                                                                                      |                    |                            |
| Moldau                 | Pentru Oameni, Natură și Animale (PONA)                                                                                           |                    | X                          |
| Neuseeland             | Animal Justice Party Aotearoa New Zealand (AJPANZ)                                                                                |                    | X                          |
| Österreich             | Österreichische und Europäische Tierrechtspartei und Tierschutzpartei Mensch-Umwelt-Tierschutz – Ökologisch Soziale Europa Partei |                    |                            |
| Peru                   | Partido Animalista Peruano |                    |                            |
| Rumänien               | Partidul pentru Natură, Oameni și Animale (Partidul NOA)                                                                          |                    | X                          |
| Schweden               | Djurens parti | X                  |                            |
| Schweiz                | Tierpartei Schweiz |                    | X                          |
| Spanien                | Partido Animalista Con el Medio Ambiente (PACMA)                                                                                  | X                  | X                          |
| Türkei                 | Hayvan partisi |                    |                            |
| Uruguay                | Partido Verde Animalista |                    |                            |
| Vereinigte Staaten     | Animal Rights Party USA |                    |                            |
| Vereinigte Staaten     | Humane Party |                    | X                          |
| Vereinigtes Königreich | Animal Welfare Party | X                  | X                          |
| Zypern                 | Komma gia ta Zoa Kyprou (Κόμμα για τα Ζώα Κύπρου)                                                                                 | X                  | X                          |

## Vereinigung von Tierschutzparteien
- Europa:
  - Animal Politics EU

## Ehemalige Parteien
- Dänemark:
  - Fokus (2010–2015)
  - Veganerpartiet (ist 2022 in Alternativet aufgegangen)[34]
- Deutschland:
  - Partei für die Tiere Deutschland (2021 aufgelöst)
- Neuseeland:
  - Animals First (1999 aufgelöst)
- Taiwan:
  - Trees Party (2020 aufgelöst)
- Vereinigtes Königreich:
  - Animal Protection Party (2006–2016)